# 고엽제

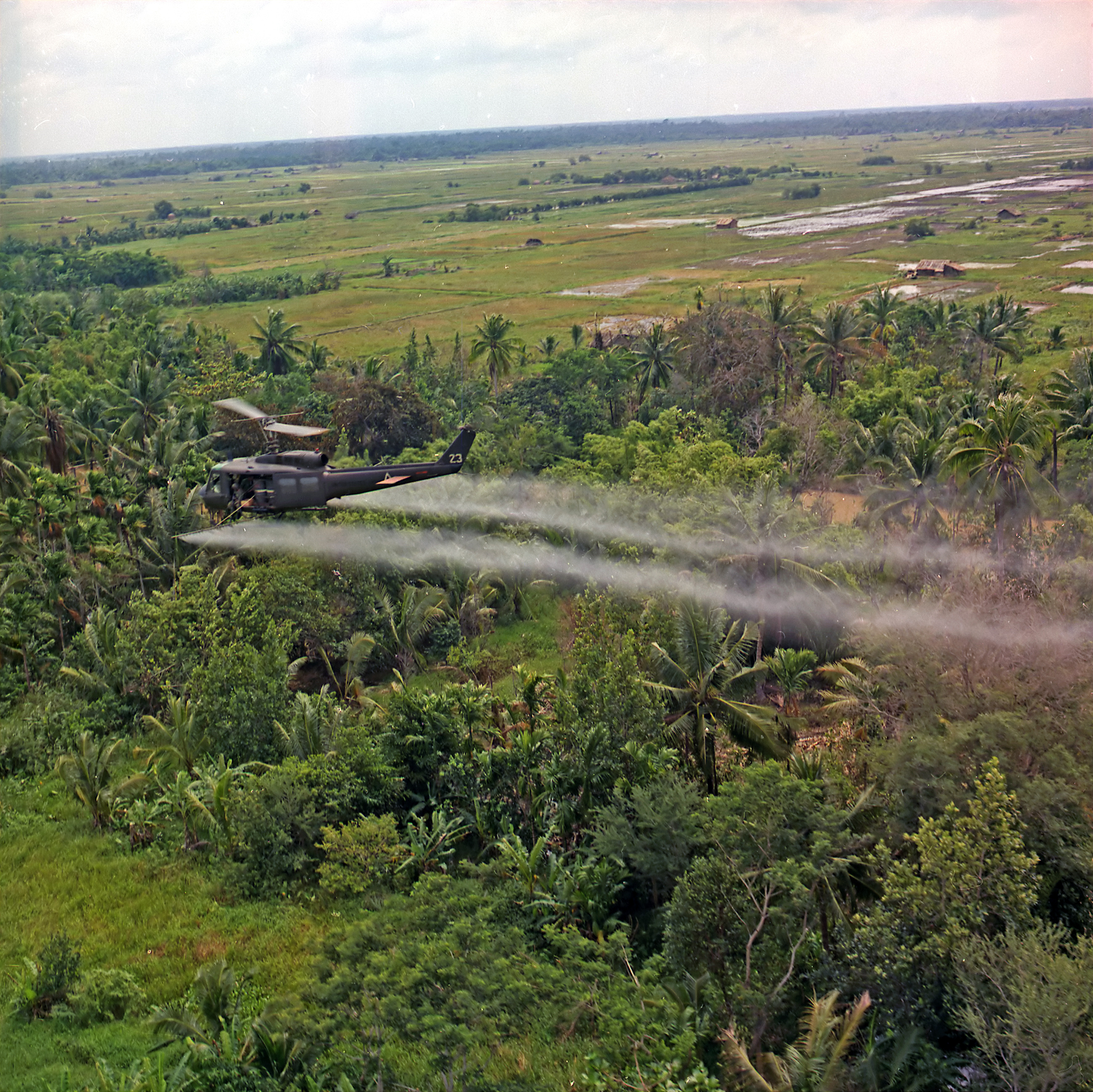
미군이 메콩 강 삼각주의 정글에 고엽제를 살포중이다.(1969년 7월 26일)

고엽제(枯葉劑, 영어: defoliant)는 나무를 고사시키기 위해 살포한 제초제를 말하며 미군이 베트남전 당시 사용한 에이전트 오렌지가 유명하다. 베트남 전쟁에서 살포된 고엽제에는 다이옥신이라는 화학적 불순물이 있는데, 이것은 치사량이 0.15g이며, 청산가리의 1만배, 비소의 3000배에 이르는 독성을 가지고 있다.
이 독소는 분해되지 않고, 체내에 축적되어 10년~25년이 지난 후에도 각종 암과 신경계 손상을 일으키며, 기형을 유발하고, 독성이 유전되어 2세에게도 피해를 끼친다.
고엽제에 노출된 많은 사람들이 질병으로 고통받고 있으며 생산기업과 정부를 상대로 소송을 벌이고 있다.

## 개요
고엽제가 개발되고 난 직후만 해도 고엽제의 해악성은 알려지지 않았었다. 베트남 전쟁 동안 《랜치 핸드 작전》(1962년 ~ 1971년)을 통해 미군과 남베트남군에 의해 뿌려진 고엽제는 군 위탁에 의해 발레로 에너지, 다우 케미컬, 허큘리스, 몬산토 사 등에서 제조되었고 무지개 제초제라고 불리는 에이전트 오렌지, 에이전트 화이트, 에이전트 블루 등 여러 종류가 있었다.
베트남에서 사용된 고엽제 중 중요한 것은 2,4-디클로로 페녹시 아세트산(2,4-D)과 2,4,5-트리클로로 페녹시 아세트산(2,4,5-T) 혼합제로 디벤조-파라-다이옥신(TCDD)이 포함되어 부산물로서 일반 2,4,5-T제 보다 더 많은 2,3,7,8-테트라클로로디벤조다이옥신(TCDD)을 생성한다.
이 TCDD는 독성이 매우 강해 동물실험으로 최기형성이 확인되고 있다. 베트남 귀환병의 고엽제 폭로와 그 자식들의 이분척추피열 질환의 증가에 대해서 이 TCDD와 관련이 제안되었다. 또한 2,4,5-T는 미국과 일본에서는 분산형 사용이 허용되지 않는다. 다이옥신이 작용하는 분자생물학적 표적은 내분비계 교란 물질과 동일한 것으로, 동물실험에서 최기성이 확인되고 있다. 인간에 대한 영향은 불분명하다는 부정 의견이 있지만, 인간에 대해서는 동물과 같은 실험을 할 수 없기 때문에 확인이 불가능한 것이었다.
고엽제의 살포에 대해 명목상으로는 말라리아를 매개로 하는 모기나 거머리를 퇴치하기 위해 살포했다고 했지만, 실제로는 베트콩이 은신한 삼림을 고사시키고, 게릴라 장악 지역의 농업 기반인 경작지를 파괴하는 것이 목적이었다. 고엽제는 1961년부터 1975년에 걸쳐 게릴라의 근거지인 사이공 주변이나 떠이닌 성이나 박리에우 성의 등지에 대량으로 살포되었다. 미국 재향군인국의 자료에 확인 가능한 양으로 83,600,000 리터의 고엽제가 살포되었다. 콜롬비아 대학의 진 스테르만의 조사에서는 살포 지역과 당시의 취락 분포를 아울러 조사한 결과, 400만명의 베트남인이 고엽제에 노출되었다고 폭로했다.

## 경과
1969년 6월 말 사이공의 일간지 《틴 산》은 고엽제 살포 지역에서 출산 이상의 증가에 관한 연재를 시작하였다, 당국은 곧 발매 금지 처분을 했다. 같은 해 11월 29일, 미국 과학진흥협회(AAAS) 연례 총회에서, 하버드 대학의 매튜 메세루슨, 바우만 등이 살포 지역의 출산 이상의 급증에 대한 보고가 이뤄졌다. 그 보고서는 1959년부터 1968년 기형아 출산 4,002건을 확인하고 보급이 강화된 1966년 이후, 선천성 구개파열이 급증하고 있으며, 기형아 출산율이 사이공에서 1,000명 중 26명, 집중 살포 지역인 떠이닌 성에서는 1000명 가운데 64명에 달했다고 밝혔다. 또한 살포 지역의 모유의 다이옥신 농도가 최고 1450ppt로 조사되었고, 평균 484ppt에 달했으며, 비살포 지역의 성에 비해 매우 높은 오염 상황에 처해 있는 것이 보고되었다. 1972년 6월 스톡홀름에서 열린 유엔환경계획에서 고엽제 살포가 주요 의제가 되었고, 미국의 비판적인 과학자들로부터 베트남의 기형아 출산 증가를 포함하여 방대한 보고서가 제출되었다.
이렇게 고엽제가 다이옥신의 일종인 TCDD(tetrachlorodibenzodioxin)를 포함하고 있다는 학계 보고가 처음 나온 것이 1969년이었고, 독성학(toxicology) 전문연구자들 사이에서 TCDD의 치명적 독성이 널리 알려진 것은 1979년의 일이다. 이에 따라 미 환경청(EPA)은 1979년에 고엽제의 사용을 전면 금지시켰다.

## 베트남 전쟁

### 제조사
베트남 전쟁에서 랜치 핸드 작전의 일환으로 사용된 고엽제를 제조한 업체로는 다음과 같은 회사가 있다.
- 다우케미컬 (Dow Chemical)
- 몬산토 (Monsanto)
- 발레로 에너지, Diamond Shamrock이라는 상표의 고엽제 제조

### 종류
이 회사들에서 사용된 고엽제는 다음과 같다.
- 에이전트 오렌지 (오렌지색, Agent Orange)
- 에이전트 화이트 (백색, Agent White)
- 에이전트 퍼플 (보라, Agent Purple)
- 에이전트 핑크 (분홍, Agent Pink)
- 에이전트 그린 (녹색, Agent Green)
- 에이전트 블루 (파랑, Agent Blue)

이 외에도 모뉴론 등이 있다.

## 고엽제 소송
국가보훈처에 따르면 한국에서 고엽제 후유증 환자로 결정된 사람은 2만5000명이다. 고엽제전우회등 단체가 이들을 돕고 소송을 진행 중이다.

## 갤러리
- 에이전트 오렌지를 담은 55 갤론 (200 L) 드럼
- 랜치 핸드 작전에서의 고엽제 살포, UC-123B Provider 항공기.
- 에이전트 오렌지를 살포하는 미군 무장 수송기 (APC)
- 고엽제를 살포하는 336 비행 중대의 UH-1D 헬기, 메콩 강 삼각주

## 같이 보기
- 파라콰트(그라목손)
- 무지개 제초제
- 랜치 핸드 작전 (먼지 길 작전)